# Castelfranco Emilia
Castelfranco Emilia és un municipi italià, situat a la regió d'Emília-Romanya i a la província de Mòdena. L'any 2006 tenia 35.000 habitants.

## Fills il·lustres
- Belloli (nissaga), músics italians.